# Voisenon
Voisenon è un comune francese di 1 143 abitanti situato nel dipartimento di Senna e Marna nella regione dell'Île-de-France.
Gli abitanti di Voisenon sono denominati Voisenonais in francese.

## Società

### Evoluzione demografica
Abitanti censiti